# John Banister (Jurist)

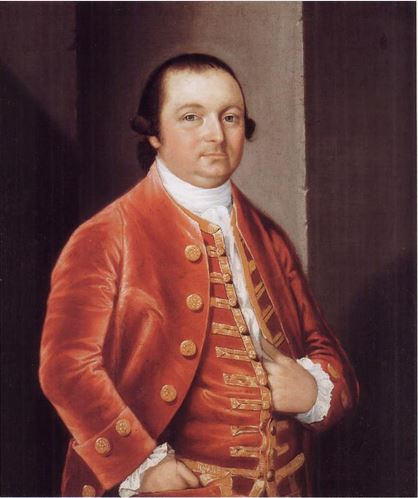
John Banister ca. 1774–1775

John Banister (* 26. Dezember 1734 auf Hatcher’s Run nahe Petersburg, Dinwiddie County, Colony of Virginia; † 30. September 1788 ebenda) war ein amerikanischer Rechtsanwalt, Politiker und Offizier während des Amerikanischen Unabhängigkeitskrieges.

## Werdegang
Banister studierte am Middle Temple in London, England und bekam am 27. September 1753 seine Zulassung als Anwalt. Er war 1776 Mitglied der Virginia Convention. Ferner war er von 1765 bis 1775 und 1777 im House of Burgesses tätig. Dann wählte man ihn als Delegierten in den Kontinentalkongress, wo er von 1778 bis 1779 diente. In dieser Zeit gestaltete und unterzeichnete die Konföderationsartikel. Darüber hinaus war er von 1776 bis 1777 und von 1781 bis 1783 Mitglied des Abgeordnetenhauses von Virginia.
Während des Amerikanischen Unabhängigkeitskrieges war er von 1778 bis 1781 als Major und Lt. Colonel der Kavallerie in der Miliz von Virginia tätig. General und Oberbefehlshaber George Washington schätzte ihn sehr. Dies wird durch einen Brief, den er in Valley Forge an ihn schrieb, bezeugt. 1781 versorgte Banister seine Miliz mit Nachschub und wehrte die Briten in seinem Staat ab. Viel von seinem persönlichen Besitz ging verloren. Die britischen Truppen unter General Phillips wollten ihn bei seinem Haus in Battersea in Petersburg, Virginia stellen.
Nach seinem Tod wurde er auf dem Familienfriedhof bei Hatcher's Run in Dinwiddie County, Virginia beigesetzt.

## Familie
Banister war dreimal verheiratet. Seine erste Frau, Elizabeth Munford, heiratete er 1755. Nach ihrem Tod 1770 heiratete er Elizabeth (Patsy) Bland, Tochter von Theoderick Bland aus Cawsons. Das Paar hatte drei gemeinsame Söhne, Robert, John und Nathaniel, die ohne Nachkommen starben. Nach dem Tod seiner zweiten Frau heiratete er am 26. Februar 1779 Anne (Nancy) Blair aus Williamsburg (* Mai 1746), siebtes Kind von John und Mary Monro Blair. Ihr Vater war Präsident des Virginia Colonial Councils. Das Paar hatte zwei Söhne, Theodorick Blair und John Monro Banister.

## Eigentum
Seine Stadtvilla in Petersburg wurde 1768 in einem fünfteiligen Palladianstyle erbaut. Ein auffallendes Merkmal im Innern ist eine chinesische Treppe. Nach den Aufzeichnungen in Dinwiddie County von 1782 zählten zu seinem Haushalt 3 freie Männer, 46 erwachsene Afroamerikaner, 42 minderjährige Afroamerikaner, 28 Pferde, 126 Rinder und ein Wagen. Francis und Abram Ford waren als 'Aufseher' eingetragen.